# Herr Mannelig
Herr Mannelig (cunoscută și ca "Herr Mannerlig" și "Bergatrollets frieri" (Curtarea Trolului de Munte)) este o baladă suedeză în stil medieval ce spune povestea unei femele de trol de munte care cere în căsătorie un cavaler.

## Subiect
Trolul încearcă să îl convingă pe Herr Mannelig să se căsătorească cu ea. Îi oferă numeroase cadouri, dar el o refuză, pentru că realizează că nu este femeie creștină, ci un trol (o creatură satanică). Ea este deznădăjduită de acest eșec, pentru că a-l fi câștigat pe Herr Mannelig însemna să fie ”eliberată de chinuri” (probabil blestemul de a trăi ca trol).

## Versuri
| Suedeză Bittida en morgon innan solen upprann Innan foglarna började sjunga Bergatrollet friade till fager ungersven Hon hade en falskeliger tunga Herr Mannelig herr Mannelig trolofven i mig För det jag bjuder så gerna I kunnen väl svara endast ja eller nej Om i viljen eller ej: Eder vill jag gifva de gångare tolf Som gå uti rosendelunde Aldrig har det varit någon sadel uppå dem Ej heller betsel uti munnen Eder vill jag gifva de qvarnarna tolf Som stå mellan Tillö och Ternö Stenarna de äro af rödaste gull Och hjulen silfverbeslagna Eder vill jag gifva ett förgyllande svärd Som klingar utaf femton guldringar Och strida huru I strida vill Stridsplatsen skolen i väl vinna Eder vill jag gifva en skjorta så ny Den bästa I lysten att slita Inte är hon sömnad av nål eller trå Men virkat av silket det hvita Sådana gåfvor toge jag väl emot Om du vore en kristelig qvinna Men nu så är du det värsta bergatroll Af Neckens och djävulens stämma Bergatrollet ut på dörren sprang Hon rister och jämrar sig svåra Hade jag fått den fager ungersven Så hade jag mistat min plåga Herr Mannelig herr Mannelig trolofven i mig För det jag bjuder så gerna I kunnen väl svara endast ja eller nej Om i viljen eller ej:\| | Română Devreme într-o dimineață, înainte să răsară soarele În timp ce păsările își cântau cântecul dulce Trolul de munte i-a propus frumosului cavaler Având o limbă falsă, înșelătoare Herr Mannelig, Herr Mannelig, mă vrei de nevastă Pentru tot ce cu bucurie-ți voi da? Poți raspunde doar da sau nu Vei face asta sau nu? Ție iți voi da cei doisprezece cai mari Ce pasc în dumbrava umbroasă Niciodată n-a fost o șa înhamată pe spatele lor Sau pus frâu în gură Ție iți voi da cele douăsprezece mori bune Ce stau între Tillo și Terno Pietrele de moară sunt făcute din cea mai roșie alamă Iar roțile sunt încărcate cu argint Ție iți voi da sabia suflată [în aur] Ce clămpănește-n cinsprezece inele aurite Iar de vei lovi cu ea in bătălie, cum vei face Pe câmpul de luptă vei câștiga Ție iți voi da o cămașă nouă Cea mai strălucitoare, de purtat Nu e cusută cu ac sau fir Ci crochetată din cea mai albă mătase Cadouri ca acestea bucuros aș primi Dacă ai fi o femeie creștină Dar știu că ești cel mai rău trol de munte Progenitura nixelor și-a diavolului Trolul de munte a fugit pe ușă Jelea și zbiera atât de tare "De l-aș fi căpătat pe-acel cavaler frumos Din chinul meu aș fi liberă acum" Herr Mannelig, Herr Mannelig, mă vrei de nevastă Pentru tot ce cu bucurie-ți voi da? Poți raspunde doar da sau nu Vei face asta sau nu? |

## Adaptări
Recent, balada a fost cântată și înregistrată de următorii artiști notabili: In Extremo, Garmarna, Hedningarna (în Suedeză), Haggard (în Italiană) și Heimataerde (în Germană), Litvintroll (Bielorusă), Truverii (în Suedeză).